# Rubus daveyi
Rubus daveyi är en rosväxtart som beskrevs av Rilstone. Rubus daveyi ingår i släktet rubusar, och familjen rosväxter. Inga underarter finns listade i Catalogue of Life.